# To All the Boys I've Loved Before
To All the Boys I've Loved Before is een Amerikaanse romantische tienerkomedie uit 2018, geregisseerd door Susan Johnson. De hoofdrollen worden vertolkt door Lana Condor (Lara Jean Covey) en Noah Centineo (Peter). De film is gebaseerd op het in 2014 verschenen boek To All the Boys I've Loved Before van Jenny Han.

## Verhaal
Het tienermeisje Lara Jean Covey heeft voor de jongens op wie ze verliefd is geweest, een aantal liefdesbrieven geschreven. Het was niet de bedoeling om deze brieven ook daadwerkelijk naar de betrokkenen toe te sturen, maar als dat onbedoeld toch gebeurt, levert haar dat diverse problemen op.

## Rolverdeling
- Lana Condor als Lara Jean
  - Isabelle Beech als de jonge Lara Jean
- Noah Centineo als Peter
  - Hunter Dillon als de jonge Peter
- Janel Parrish als Margot, Lara Jean's oudere zus en Josh's ex-vriendin
- Anna Cathcart als Kitty, Lara Jean's jongere zus
- Andrew Bachelor als Greg, Peter's beste vriend
- Trezzo Mahoro als Lucas, een vriend van Lara Jean
- Madeleine Arthur als Christine, Genevieve's nicht en Lara Jean's beste vriendin
- Emilija Baranac als Gen, Peter's ex-vriendin en Lara Jean's vroegere beste vriendin op de middelbare school
  - Rhys Fleming als de jonge Gen
- Israel Broussard als Josh, Margot's ex-vriend en een van Lara Jean's vroegere geliefdes
  - Christian Michael Cooper als de jonge Josh
- John Corbett als Dr. Covey, Lara Jean's vader

## Productie
Twee maanden na het verschijnen van het boek kondigde Overbrook Entertainment aan dat zij het boek wilden verfilmen. De opnamen gingen op 5 juli 2017 van start in de Canadese stad Vancouver.
In 2018 verkreeg Netflix de distributierechten op de film en op 17 augustus 2018 brachten zij de film uit.
In november 2018 werd bekendgemaakt dat er een vervolgfilm zou komen: To All the Boys: P.S. I Still Love You. Deze film werd in 2020 uitgebracht.